# Stig Westerberg
Stig Evald Börje Westerberg, född 26 november 1918 i Malmö, död 1 juli 1999 i Lidingö, var en svensk hovkapellmästare, dirigent och pianist.
Westerberg fick sin utbildning vid Musikhögskolan i Stockholm 1937–1942. Han studerade musikteori för Melcher Melchers och dirigering för Tor Mann. Dessutom avlade han kantors- och organistexamen 1941. Vidare bedrev han privatstudier i dirigering för Carl von Garaguly och Paul Kletzki.
Westerberg var repetitör vid Kungliga Teatern 1941–1945 och debuterade som konsertdirigent med Sveriges Radios symfoniorkester 1946. Han var kapellmästare på Oscarsteatern 1947–1948, dirigent och konstnärlig ledare för Gävle symfoniorkester 1949–1953 samt fast anställd kapellmästare vid Kungliga Teatern 1953–1957.
Åren 1957–1983 var Westerberg kapellmästare vid Sveriges Radio och huvuddirigent för Radiosymfonikerna. Han var chefsdirigent för Malmö symfoniorkester 1978–1985. 
Westerberg dirigerade uruppföranden av nära hundra svenska orkesterverk, varav flera spelades in på skiva, och får anses vara en mycket viktig personlighet i 1900-talets svenska musikliv. Han är begravd på Lidingö kyrkogård.

## Priser och utmärkelser
- 1963 – Ledamot nr 708 av Kungliga Musikaliska Akademien
- 1973 – Medaljen för tonkonstens främjande
- 1976 – Hugo Alfvénpriset
- 1977 – Litteris et Artibus

## Filmografi (urval)
- 1946 – Klockorna i Gamla Stan
- 1967 – Stimulantia